# یوشین اوکامی
یوشین اوکامی (انگلیسی: Yushin Okami؛ زادهٔ ۲۱ ژوئیهٔ ۱۹۸۱) ورزشکار هنرهای رزمی ترکیبی اهل ژاپن است.